# Jan I van Brienne
Jan I van Brienne (circa 1235 - 1260) was van 1246 tot aan zijn dood graaf van Brienne. Hij behoorde tot het huis Brienne.

## Levensloop
Jan I was de oudste zoon van graaf Wouter IV van Brienne uit diens huwelijk met Maria, dochter van koning Hugo I van Cyprus. 
In 1246 werd zijn vader vermoord in Egyptische gevangenschap. Jan volgde hem op als graaf van Brienne, maar verbleef liever aan het hof van zijn familie aan moederskant in Cyprus. Hierdoor speelde hij een minieme rol in de internationale politiek.
In 1255 huwde hij met Maria van Edingen, vrouwe van Thieusies en dochter van Zeger II van Edingen. Het huwelijk bleef kinderloos, waardoor Jan na zijn dood in 1260 als graaf van Brienne werd opgevolgd door zijn jongere broer Hugo.